# 121232 Zerin
121232 Zerin è un asteroide della fascia principale. Scoperto nel 1999, presenta un'orbita caratterizzata da un semiasse maggiore pari a 2,7360956 UA e da un'eccentricità di 0,1105190, inclinata di 11,89524° rispetto all'eclittica.